# Burg Schöneck (Elsass)

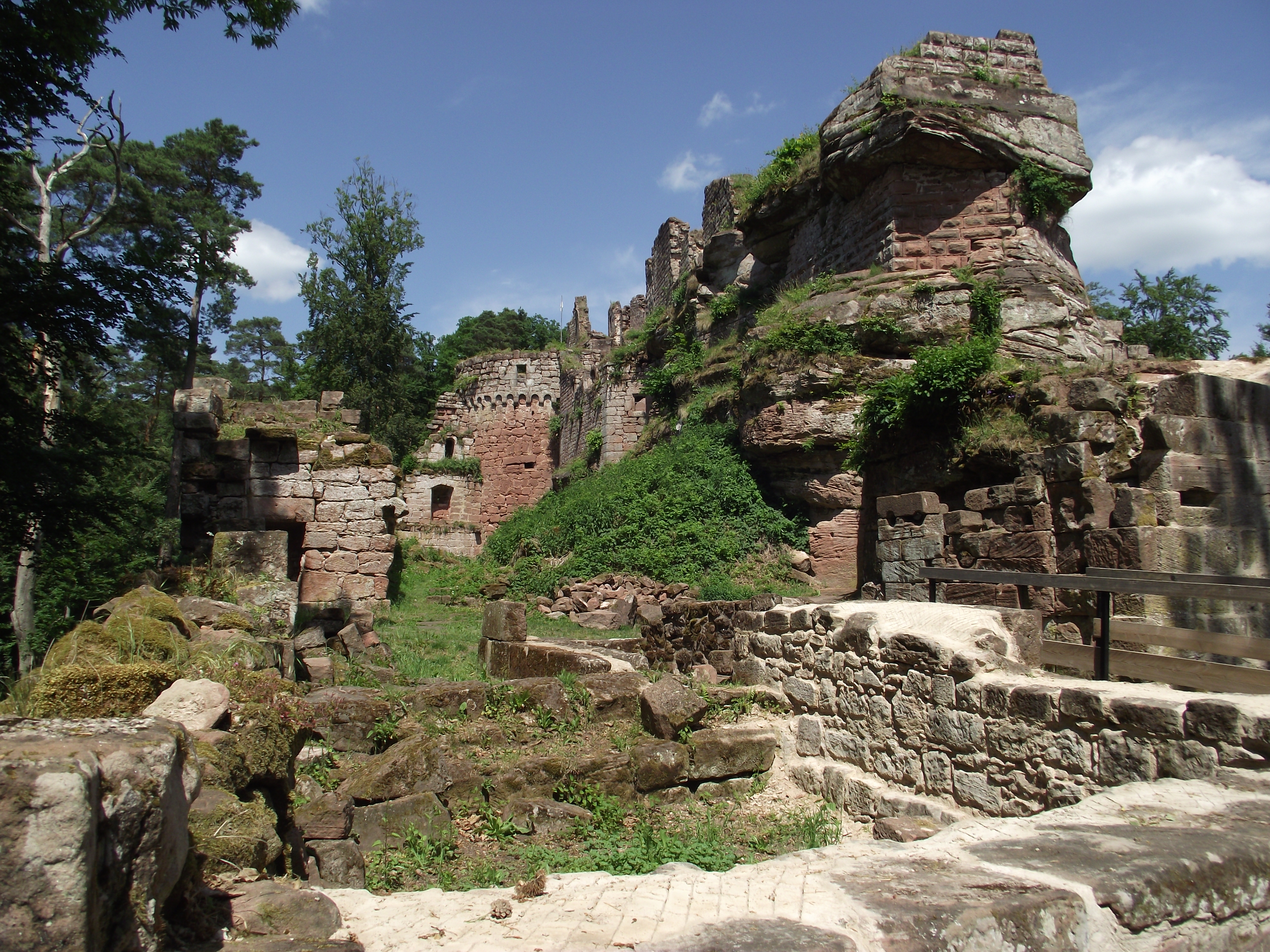
Die Ruine der Burg Schöneck

Burg Schöneck (französisch Château du Schœneck) ist die Ruine einer Felsenburg auf dem Gebiet des französischen Orts Dambach im elsässischen Département Bas-Rhin. Sie steht in etwa 380 Metern Höhe auf einem Ausläufer des Fischerbergs oberhalb des Winecker Tals etwa 24 Kilometer nordwestlich von Hagenau. Sie gilt als besterhaltene Burgruine im Gebiet der in Frankreich so genannten Nordvogesen und steht seit dem 28. Dezember 1984 als eingeschriebenes Monument historique unter Denkmalschutz.
Die vielteilige Gesamtanlage, deren Reste heute sichtbar sind, entstand im 15. und 16. Jahrhundert durch Erweiterung sowie Umbau einer mittelalterlichen Burg des 13. Jahrhunderts. Von Letzterer sind noch Mauerreste aus Bossenquaderwerk und glatten Hausteinen vorhanden, die Mehrheit des erhaltenen Bausubstanz stammt jedoch aus späteren Bauphasen.
Das Areal ist jederzeit frei zugänglich, kann aber auch im Rahmen einer Führung besichtigt werden. Von der Oberburg ergibt sich ein weiter Blick ins Winecker Tal und zur Burgruine Wineck.

## Geschichte

### Mittelalter
Über die Gründungszeit der Burg Schöneck sind keine Dokumente erhalten, sodass es über jene Zeit keine gesicherten Erkenntnisse gibt. Erste urkundliche Erwähnung findet die Anlage im Jahr 1287, als der Straßburger Bischof Konrad III. von Lichtenberg die Einführung eine Sondersteuer rechtfertigte, um unter anderem seine verpfändete Burg Schöneck auslösen zu können. Einige Publikationen erwähnen zwar für das Jahr 1282 die Zerstörung einer Burg namens Schonecke durch König Rudolf von Habsburg wegen Raubritterei und beziehen dies auf das elsässische Schöneck, jedoch handelte es sich bei der zerstörten Anlage um die mittelrheinische Burg Sooneck. Schöneck könnte jedoch wesentlich älter sein als die urkundliche Erstnennung und anfänglich nur aus Holzbauten bestanden haben. Durch Architekturvergleiche kann ihre älteste erhaltene Bausubstanz aus Stein auf etwa Mitte des 13. Jahrhunderts datiert werden. Schöneck zählt damit zu den ältesten Burgen der Nordvogesen.
Am 21. März 1301 belehnte Bischof Friedrich I. von Lichtenberg seinen Neffen Johann I. von Lichtenberg (1281–1315) mit „Schonecke an dem Wasichen“. Es blieb in der Folge als Lehen des Bistums Straßburg bei den Herren von Lichtenberg und ihren Rechtsnachfolgern. In der Herrschaft Lichtenberg war die Burg dem Amt Wörth zugeordnet, das im 13. Jahrhundert entstanden war, und bildete dort eine eigene Büttelei. Die Burg diente zur Sicherung der Straße gen Süden in Richtung Haguenau. Die Lichtenberger vergaben die Anlage als Afterlehen an die Straßburger Familie von Schöneck. 1335 wurde eine Landesteilung zwischen der mittleren und der jüngeren Linie des Hauses Lichtenberg durchgeführt. Die Burg fiel dabei an die Nachkommen des früh verstorbenen Johann III. von Lichtenberg, welche die mittlere Linie des Hauses begründeten.
Von 1354 bis 1362 diente sie Sigmund von Lichtenberg (1335–1380), dem Bruder von Bischof Johann von Lichtenberg, als Wohnsitz. Anschließend ließ sie Friedrich von Blankenheim in der Zeit von 1375 bis 1390 instand setzen. Als die Brüder Jakob und Ludwig von Lichtenberg den Familienbesitz im Jahr 1440 untereinander aufteilten, ging die Burg Schöneck an Jakob. Unter seiner Ägide verwaltete die Burg ein bürgerlicher Vogt. In dem latenten Streit zwischen den beiden Brüdern besetzte 1464 Pfalzgraf Friedrich I. die Anlage mit der Begründung, Jakobs Verwaltung schade den Interessen der Lichtenberger. Als diese 1480 mit Jakob von Lichtenberg ausstarben, wurde das Erbe zwischen seinen beiden Nichten Anna und Elisabeth (1444–1495) geteilt. Das Amt Wörth – und damit auch die Burg Schöneck – kam dabei über Elisabeth an deren Ehemann Simon IV. Wecker von Zweibrücken-Bitsch. Nach 1480 erfolgte unter den Grafen von Zweibrücken-Bitsch ein Ausbau der Burganlage in Formen der Spätgotik und der Renaissance.
Die Schönecker hielten die Burg weiter als Afterlehen. 1488 erlosch mit dem Tod Kuno von Schönecks auch diese Familie. Noch im gleichen Jahr wurde die Burg vom pfälzischen Kurfürsten Philipp eingenommen. Er sicherte sich damit für die nachfolgenden Jahre ein Öffnungsrecht an der Anlage.

### Frühe Neuzeit
Reinhard von Zweibrücken-Bitsch vergab Burg und Herrschaft 1517 als Lehen an den Ritter Wolf Eckbrecht von Dürckheim. In der Lehnsurkunde wurde Schöneck als „verfallene[s] schloss“ bezeichnet. Erzbischof Wilhelm von Hohnstein machte seinem neuen Lehnsmann deshalb die Auflage, die baufällige Burg umfassend instand zu setzen. Wolf Eckbrecht war 1517 aber nicht der einzige Lehnsnehmer, denn er schloss in jenem Jahr einen Burgfrieden mit seinem Schwager Friedrich Steinhäuser zu Neidenfels. Die Eckbrecht von Dürkheim setzten den unter den Zweibrücker Grafen begonnenen Ausbau fort, obgleich sie die Burg immer nur vorübergehend als Wohnsitz nutzten, denn die Familie residierte normalerweise in Frœschwiller. Unter Kuno Eckbrecht von Dürkheim erfolgte zwischen 1545 und 1547 eine Modernisierung der Anlage, in erster Linie um sie an die Gegebenheiten moderner Feuerwaffen anzupassen. Als die Grafen von Zweibrücken-Bitsch 1570 ausstarben, kam Schöneck an die Grafen von Hanau-Lichtenberg.
Während des Dreißigjährigen Kriegs diente die Burg als Zufluchtsort der Bewohner aus den umliegenden Dörfern, danach wurde sie bedeutungslos. Dies machte sich unter anderem daran bemerkbar, dass die Burgbesatzung aus nur noch vier Männern bestand. Und nachdem am 22. März 1663 ein Waldbrand auf die Burggebäude übergegriffen und diese größtenteils zerstört hatte, weigerten sich die Grafen von Hanau-Lichtenberg, ihren Lehnsnehmern die geforderten 100 Silberécu für den Wiederaufbau zur Verfügung zu stellen, weil dieser nach gräflicher Meinung keine dringende Angelegenheit gewesen sei.

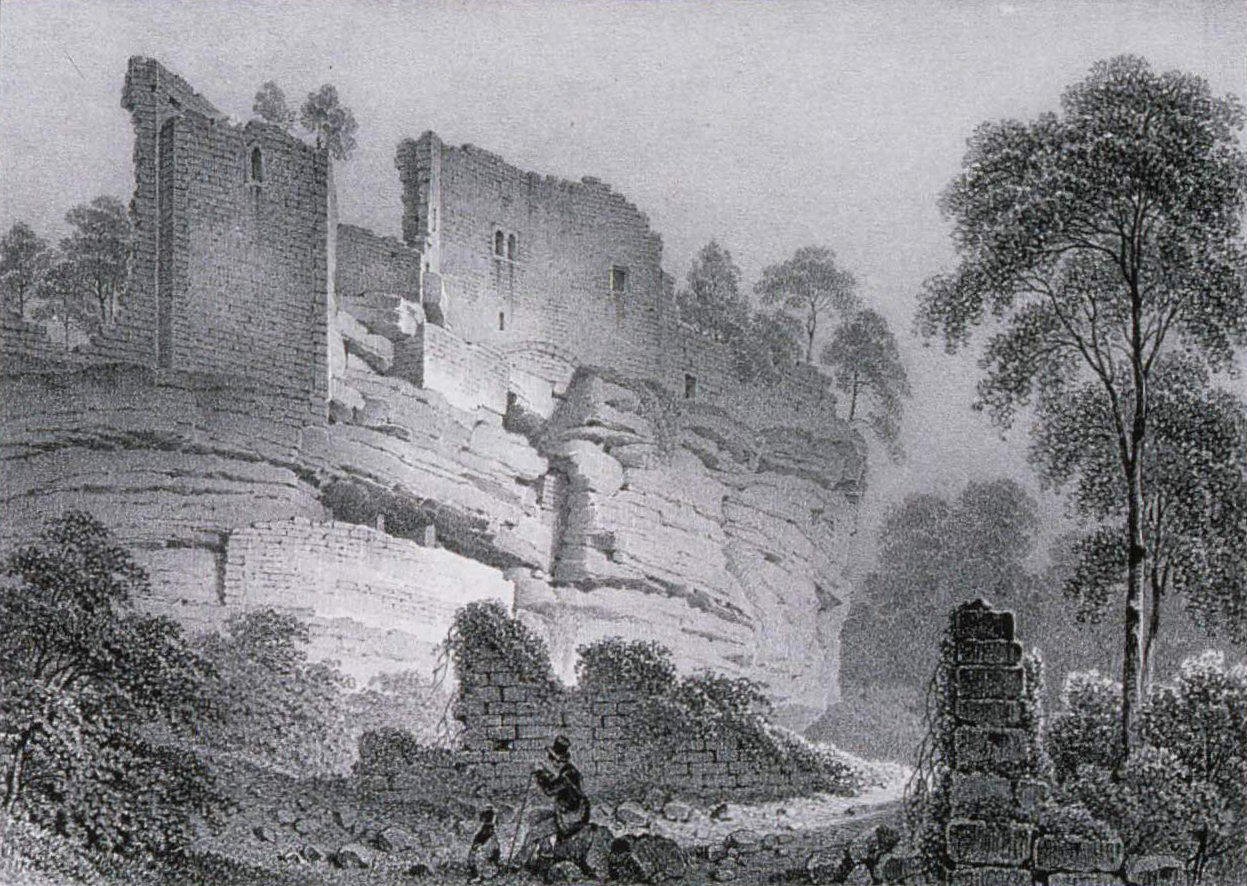
Lithografie der Burgruine von Jacques Rothmüller, um 1839

Wolf Friedrich von Dürkheim war nicht nur Gouverneur der Grafen von Sponheim, sondern auch Colonel im pfälzischen Regiment „Isenburg“. Während des Holländischen Kriegs wurden deshalb 1675 Soldaten dieses Regiments auf der Burg Schöneck stationiert, um französische Truppen abzuwehren. Ein erster Eroberungsversuch der Franzosen unter dem Befehl von Nicolas de Bautru, marquis de Vaubrun konnte so 1676 zurückgeschlagen werden. In den folgenden vier Jahren suchte die Bevölkerung der Umgegend immer wieder Zuflucht vor feindlichen Soldaten in der gut befestigten Anlage, die allen französischen Angriffen standhalten konnte. Davon zeugt auch die letzte Taufe, die am 6. März 1679 in der Burgkapelle stattfand. Als Kurfürst Karl Ludwig von der Pfalz die Regimentssoldaten jedoch abgezogen hatte, kam es im Jahr 1680 zu einer Belagerung der Burg durch Truppen unter den Generälen Joseph de Montclar und Ezéchiel du Mas, Graf von Mélac, die am 29. April des Jahres erfolgreich war. Die Besatzer schleiften die Anlage wie so viele andere Burgen im Wasgau und sprengten sie im November 1680. Beleg für die Zerstörungsarbeiten ist heute noch ein Sappeurtunnel am Fundament des Geschützturms. In der Folgezeit verfiel Burg Schöneck zusehends.
Nach dem Tod des letzten Hanauer Grafen, Johann Reinhard III., fiel das Erbe – und damit auch die ruinierte Burg Schöneck – 1736 an den Sohn seiner einzigen Tochter Charlotte, den Erbprinzen und späteren Landgrafen Ludwig (IX.) von Hessen-Darmstadt.

### Neuzeit
Während der Französischen Revolution wurde die Ruine konfisziert und zu Nationaleigentum erklärt. 1820 erwarb sie die Familie von Dietrich. 1881 nahm die Gesellschaft für die Erhaltung der historischen Denkmäler im Elsass (französisch Société pour la Conservation des Monuments historiques en Alsace) umfangreiche Sanierungsarbeiten an der noch erhaltenen Bausubstanz vor, ehe sich 1881 erste Ausgrabungen auf dem Burgareal anschlossen. Nachdem 1953 weitere Erhaltungsmaßnahmen stattgefunden hatten, führten die École d’architecture de Strasbourg und die Société Niederbronnoise d’Histoire et d’Archéologie unter Führung von Maurice Frey und René Schellmanns von 1981 bis 1983/84 drei Ausgrabungskampagnen durch. Dabei wurde nicht nur der Eingangsbereich der Burg samt Bastionen und Burggraben freigelegt, sondern auch ein Bauteil aus dem Jahr 1676 gefunden, das von den Dürkheimer Wiederaufbauarbeiten nach dem Waldbrand von 1663 zeugt. Der im Oktober 2000 gegründete Verein Cun Ulmer Grün hat sich zur Aufgabe gemacht, die Erhaltung der Burgruine zu fördern und ihre Erforschung voranzutreiben. Dabei steht nicht nur die Sicherung Schönecks auf dem Programm des Vereins, sondern auch ihr teilweiser Wiederaufbau. Eigentümerin der Burg und des sie umgebenden Waldgebiets ist die Familie Pimodan.

## Beschreibung

Schematischer Grundriss der Burg

Burg Schöneck ist eine typische elsässische Felsgratburg. Sie besteht aus zwei Kernburgen – Oberburgen genannt –, deren Reste auf einem langgestreckten, zwischen 10 und 15 Meter hohen Felsrücken liegen, und zwei Vorburgen – Unterburgen (französisch basses-cours) genannt – am Fuß des etwa 100 Meter langen Felsenriffs. Während die Oberburgen auf etwa 380 Meter Höhe liegen, befinden sich die Unterburgen somit auf einer Höhe von etwa 365 Metern. Der Burgfelsen ist durch einen tiefen Einschnitt in zwei Sättel unterteilt, von dem der höhere, nördliche die wesentlichen Mauerreste aufweist. In der Lücke dazwischen stand wohl früher ein 20 × 10 Meter messendes Gebäude mit einem großzügigen Keller. Es ist heute fast gänzlich verschwunden, dürfte aber in das 15. oder frühe 16. Jahrhundert zu datieren sein. Nach Süden, Osten und Westen fällt der Burgfelsen steil ab. Im Norden trennt ihn ein fast 20 Meter breiter Halsgraben vom Fischerberg.
Von der Anlage ist im Vergleich zu anderen Burgruinen in den Nordvogesen recht viel erhalten, weil sie weit abseits von Siedlungen lag und deshalb nach ihrer Schleifung nicht als Steinbruch genutzt wurde. Das erhaltene Mauerwerk ist aus dem in der Gegend anstehenden Buntsandstein errichtet. Es handelt sich dabei zum einen aus Bruchstein, aber auch um behauene Quader, deren Form – besonders in den beiden Vorburgen – charakteristisch für das 16. Jahrhundert im Elsass ist.

### Zwinger
Der Zugang zur Burg befindet sich am südlichen Ende des Burgareals und ist seit Mitte des 16. Jahrhunderts durch einen vorgelagerten Graben und durch zwei viereckige Flankierungstürme an den beiden Südecken gesichert. Der östliche der beiden bastionierten Türme weist zwei Maulscharten auf, das erhaltenen Mauerwerk des westlichen ist noch bis zu zwei Meter hoch. Der Graben war früher von einer Zugbrücke überspannt, die heute durch eine feste Brücke ersetzt ist. Hinter dem Haupttor schloss sich ein Torbau mit zwei Räumen an, von dem mittlerweile nur noch die Grundmauern erhalten sind. Von dort gelangt der Besucher in eine mehrteilige Zwingeranlage, die Zugang zu den beiden Unterburgen gewährt. Der westliche Zwingerabschnitt mit einem Grundriss von 10 × 10 Metern ist eine Erweiterung des früher entstandenen Ostzwingers. Zu diesem gelangt man durch einen etwa drei Meter tiefen Felsdurchbruch, der durch ein nicht mehr existentes, zweiflügeliges Tor verschlossen werden konnte.

### Westliche Vorburg und Geschützturm
Das Vorburgareal am westlichen Fuß des Felsens misst etwa 40 × 10 Meter. Seine Bauten entstanden etwa zur gleichen Zeit wie die westliche Zwingererweiterung. Erhalten sind neben einem heute noch zehn Meter tiefen Brunnenschacht Teile der Ringmauer an der West- und Nordseite sowie an der Nordecke die Ruine eines Rundturms mit kuppelgewölbter Decke im Erdgeschoss. Das nördliche Mauerstück ist mehr als doppelt so hoch wie die Westmauer und weist einen halbrunden Wurferker auf. Beide Mauerpartien besaßen einen Wehrgang mit Brustwehr über einem Rundbogenfries. Er wiederholt sich im runden Eckturm ebenso wie in einem massiven Geschützturm, der sich der nördlichen Vorburgmauer im Osten anschließt und eine Mauerstärke von bis zu drei Metern besitzt. Der U-förmige Turm aus der Zeit um 1500 hat im Erdgeschoss einen inneren Durchmesser von 4,30 Metern und vier rechteckige Maulscharten. Sein Obergeschoss über dem Rundbogenfries ist weit auskragend und weist einen inneren Durchmesser von 6,70 Metern auf. Wahrscheinlich wurde es früher als Wachstube genutzt.

### Östliche Vorburg

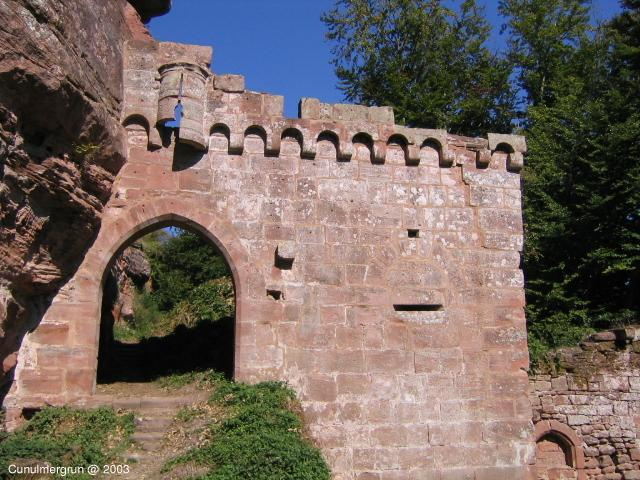
Spitzbogentor der östlichen Vorburg (Zustand 2003)

Um in die östliche Vorburg zu gelangen, mussten früher insgesamt vier Tore passiert werden. Das letzte davon befand sich im südlichen Teil der Vorburgmauer, die an dieser Seite 1,93 Meter dick ist. Es handelt sich dabei um ein 2,50 Meter breites Spitzbogentor mit darüberliegendem halbrundem Wurferker, der von einem Kegeldach bedeckt war. Das hinter der Südmauer liegende, langgestreckte Areal misst 84 × 11 Meter. Seine Bebauung ist nur noch rudimentär vorhanden. Dazu zählt ein 20 Meter langes Stück Ringmauer an der Ostseite, das noch bis zu drei Meter hoch ist, und ein außen fünfseitiger Eckturm aus Bruchsteinmauerwerk an der Nordost-Ecke, von dem noch die beiden unteren Geschosse erhalten sind. Mit seinen Schlitzscharten stammt er wohl aus dem 16. Jahrhundert. Reste eines weiteren, halbrunden Turms sind etwa in der Mitte des einstigen Ostmauer vorhanden. Weitere zum Teil noch erhaltene Bauten der östlichen Vorburg sind eine Zisterne sowie ein Gewölbekeller im nördlichen Teil.

### Oberburgen
Die Überbleibsel der Oberburg auf dem südlichen Felsenriff sind nur sehr spärlich und weniger gut erhalten als die Reste der nördlichen Oberburg. Sie bestand aus einem einzigen Gebäude mit einem Grundriss von 28 × 5,70 Metern, von dem vor allem im nördlichen Teil noch Mauerwerk aus Glatt- und Buckelquadern übrig ist. In dieser 1,70 Meter dicken Nordmauer befand sich der Eingang, dessen Türgewände heute noch zum Teil erhalten ist. Die Außenwände an den Längsseiten der Südburg weisen eine Stärken von 0,95 Metern auf und sind heute noch maximal vier Schichten und damit mannshoch. Aufgrund alter Zeichnungen ist aber bekannt, dass das Gebäude früher drei Geschosse besessen hat.
Das Plateau auf dem Nordfelsen ist etwa 40 Meter lang und zwischen vier bis acht Meter breit. Es war auf fast der gesamten Länge von einem schmalen, manchmal nur rund 2,5 Meter breiten Wohnbau belegt, von dem nur im mittleren Teil noch höhere Mauerreste stehen. Reste einer nach Osten weisenden Nische sind wahrscheinlich als Überbleibsel einer kleinen Burgkapelle zu deuten. Der Bau besaß mindestens ein Obergeschoss, und sein Eingang befand sich an der südlichen Schmalseite. Dieser war früher von der östlichen Unterburg über eine in den Felsen gehauenen Treppe erreichbar, die aber heute nicht mehr begehbar ist. Im Norden schloss sich dem Wohnbau ein fünfeckiger Bergfried mit Grundmauern aus Buckelquadern an. Seine Außenmauern sind bis zu 1,90 Meter dick und noch bis zu sieben Schichten hoch erhalten.